# 470 i segling vid olympiska sommarspelen 1980
470 i segling vid Moskva-OS 1980 avgjordes 21-29 juli 1980 i Tallinn.

### Daglig ställning

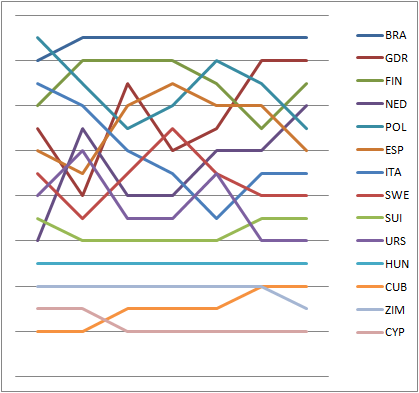
En graf som visar de dagliga ställningarna i 470 vid olympiska sommarspelen 1980.

## Medaljörer
| Event | Guld                                   | Silver                                    | Brons                                 |
| 470   | Brasilien Eduardo Penido Marcos Soares | Östtyskland Egbert Swensson Jörn Borowski | Finland Jouko Lindgrén Georg Tallberg |

## Resultat
| Plac. | Styrman (Land)              | Besättning                | Lopp I | Lopp I | Lopp II | Lopp II | Lopp III | Lopp III | Lopp IV | Lopp IV | Lopp V | Lopp V | Lopp VI | Lopp VI | Lopp VII | Lopp VII | Totalt- poäng | Totalt -1 |
| Plac. | Styrman (Land)              | Besättning                | Plac.  | Poäng  | Plac.   | Poäng   | Plac.    | Poäng    | Plac.   | Poäng   | Plac.  | Poäng  | Plac.   | Poäng   | Plac.    | Poäng    | Totalt- poäng | Totalt -1 |
| ----- | --------------------------- | ------------------------- | ------ | ------ | ------- | ------- | -------- | -------- | ------- | ------- | ------ | ------ | ------- | ------- | -------- | -------- | ------------- | --------- |
| 1     | Marcos Soares (BRA)         | Eduardo Penido            | 2      | 3,0    | 1       | 0,0     | 6        | 11,7     | 1       | 0,0     | 5      | 10,0   | 10      | 16,0    | 6        | 11,7     | 52,4          | 36,4      |
| 2     | Jörn Borowski (GDR)         | Egbert Swensson           | 5      | 10,0   | 8       | 14,0    | 1        | 0,0      | 9       | 15,0    | 6      | 11,7   | 1       | 0,0     | 2        | 3,0      | 53,7          | 38,7      |
| 3     | Jouko Lindgrén (FIN)        | Georg Tallberg            | 4      | 8,0    | 2       | 3,0     | 3        | 5,7      | 5       | 10,0    | 9      | 15,0   | 7       | 13,0    | 1        | 0,0      | 54,7          | 39,7      |
| 4     | Henk van Gent (NED)         | Jan Willem van den Hondel | 10     | 16,0   | 3       | 5,7     | 8        | 14,0     | 7       | 13,0    | 2      | 3,0    | 3       | 5,7     | 4        | 8,0      | 65,4          | 49,4      |
| 5     | Leon Wróbel (POL)           | Tomasz Stocki             | 1      | 0,0    | 9       | 15,0    | 7        | 13,0     | 4       | 8,0     | 1      | 0,0    | 11      | 17,0    | 12       | 18,0     | 71,0          | 53,0      |
| 6     | Gustavo Doreste (ESP)       | Alfredo Rigau             | 6      | 11,7   | 6       | 11,7    | 2        | 3,0      | 3       | 5,7     | 8      | 14,0   | 4       | 8,0     | 9        | 15,0     | 69,1          | 54,1      |
| 7     | Ernesto Treves (ITA)        | Silvio Necchi             | 3      | 5,7    | 5       | 10,0    | 10       | 16,0     | 10      | 16,0    | 7      | 13,0   | 2       | 3,0     | 5        | 10,0     | 73,7          | 57,7      |
| 8     | Lars Bengtsson (SWE)        | Stefan Bengtsson          | 7      | 13,0   | 7       | 13,0    | 4        | 8,0      | 2       | 3,0     | 11     | 17,0   | 5       | 10,0    | 7        | 13,0     | 77,0          | 60,0      |
| 9     | François Kistler (SUI)      | Jean-Luc Dreyer           | 9      | 15,0   | 11      | 17,0    | 5        | 10,0     | 6       | 11,7    | 4      | 8,0    | 6       | 11,7    | 3        | 5,7      | 79,1          | 62,1      |
| 10    | Vladimir Ignatenka (URS)    | Sergei Zjdanov            | 8      | 14,0   | 4       | 8,0     | 9        | 15,0     | 8       | 14,0    | 2      | 3,0    | DSQ     | 22,0    | 8        | 14,0     | 90,0          | 68,0      |
| 11    | György Fundak (HUN)         | Gábor Zalai               | 11     | 17,0   | 10      | 16,0    | 13       | 19,0     | 11      | 17,0    | 10     | 16,0   | 8       | 14,0    | 10       | 16,0     | 115,0         | 96,0      |
| 12    | Angel Alfredo Jimenez (CUB) | Vicente de la Guagdia     | DSQ    | 22,0   | 12      | 18,0    | 11       | 17,0     | 12      | 18,0    | 14     | 20,0   | 9       | 15,0    | 11       | 17,0     | 127,0         | 105,0     |
| 13    | Jeremy Sean O'Connor (ZIM)  | Robin Thomas O'Connor     | 12     | 18,0   | 13      | 19,0    | 12       | 18,0     | 13      | 19,0    | 12     | 18,0   | 12      | 18,0    | 13       | 19,0     | 129,0         | 110,0     |
| 14    | Panayiotis Nicolaou (CYP)   | Demetrios Demetriou       | 13     | 19,0   | 14      | 20,0    | 14       | 20,0     | 14      | 20,0    | 13     | 19,0   | 13      | 19,0    | 14       | 20,0     | 137,0         | 117,0     |